# Висока-Льгота
Висока-Льгота (чеськ. Vysoká Lhota, нім. Hohen Lhota) — село на півдні Чехії, в краї Височина. Входить до складу району Пельгржимов. Один із найменш заселених муніципалітетів. Також станом на 2015 рік це муніципалітет із найвищим середнім віком мешканців (61,5 років).

## Географія та транспорт
Розташований у західній частині району, за 7 км на південний схід від Пацова, за 13 км на захід від Пельгржимова і за 39 км на захід від Їглави. Межує з муніципалітетами Камен (з північного заходу), Златенка (з північного сходу), Моравіч (з південного сходу) та Добра-Вода-у-Пацова (з південного заходу). У селі раз на добу робочими днями зупиняється автобус, що йде між Пацовом і Золотенкою; також за 1 км на північ від села є зупинка автобуса на Пельгржимов.

## Зміна адміністративного підпорядкування
- 1850 — Австрійська імперія, Богемія, край Чеські-Будейовиці, політичний район Пельгржимов, судовий район Пацов;
- 1855 — Австрійська імперія, Богемія, край Табор, судовий район Пацов;
- 1868 — Австро-Угорщина, Цислейтанія, Богемія, політичний район Пельгржимов, судовий район Пацов;
- 1920 — Чехословацька Республіка, Празька жупанія, політичний район Пельгржимов, судовий район Пацов
- 1928 — Чехословацька Республіка, Чеська земля, політичний район Пельгржимов, судовий район Пацов
- 1939 — Протекторат Богемії і Моравії, Богемія, область Німецький Брід, політичний район Пельгржимов, судовий район Пацов
- 1945 — Чехословацька Республіка, Чеська земля, адміністративний район Пельгржимов, судовий район Пацов[6]
- 1949 — Чехословацька Республіка, Їглавський край, район Пацов[7]
- 1960 — ЧССР, Південночеський край, район Пельгржимов
- 2003 — Чехія, край Височина, район Пельгржимов, ГРП Пацов

## Населення
| Рік  | Чисельність | Чисельність |
| ---- | ----------- | ----------- |
| 1869 | 178         | [ 8 ]       |
| 1880 | 176         | [ 8 ]       |
| 1890 | 176         | [ 8 ]       |
| 1900 | 151         | [ 8 ]       |
| 1910 | 186         | [ 8 ]       |
| 1921 | 177         | [ 8 ]       |
| 1930 | 186         | [ 8 ]       |

| Рік  | Чисельність | Чисельність |
| ---- | ----------- | ----------- |
| 1950 | 103         | [ 8 ]       |
| 1961 | 102         | [ 8 ]       |
| 1970 | 84          | [ 8 ]       |
| 1980 | 56          | [ 8 ]       |
| 1991 | 43          | [ 8 ]       |
| 2001 | 26          | [ 8 ]       |
| 2011 | 17          | [ 8 ]       |

| Рік  | Чисельність | Чисельність |
| ---- | ----------- | ----------- |
| 2014 | 17          | [ 9 ]       |
| 2016 | 15          | [ 10 ]      |
| 2017 | 15          | [ 11 ]      |
| 2018 | 15          | [ 12 ]      |
| 2019 | 15          | [ 13 ]      |
| 2020 | 15          | [ 14 ]      |
| 2021 | 14          | [ 15 ]      |

| Рік  | Чисельність | Чисельність |
| ---- | ----------- | ----------- |
| 2021 | 16          | [ 16 ]      |
| 2022 | 16          | [ 17 ]      |
| 2023 | 16          | [ 18 ]      |
| 2024 | 15          | [ 19 ]      |
| 2025 | 16          | [ 3 ]       |

| Рік  | Чисельність | Чисельність |
| ---- | ----------- | ----------- |
| 1869 | 178         | [ 8 ]       |
| 1880 | 176         | [ 8 ]       |
| 1890 | 176         | [ 8 ]       |
| 1900 | 151         | [ 8 ]       |
| 1910 | 186         | [ 8 ]       |
| 1921 | 177         | [ 8 ]       |
| 1930 | 186         | [ 8 ]       |

| Рік  | Чисельність | Чисельність |
| ---- | ----------- | ----------- |
| 1950 | 103         | [ 8 ]       |
| 1961 | 102         | [ 8 ]       |
| 1970 | 84          | [ 8 ]       |
| 1980 | 56          | [ 8 ]       |
| 1991 | 43          | [ 8 ]       |
| 2001 | 26          | [ 8 ]       |
| 2011 | 17          | [ 8 ]       |

| Рік  | Чисельність | Чисельність |
| ---- | ----------- | ----------- |
| 2014 | 17          | [ 9 ]       |
| 2016 | 15          | [ 10 ]      |
| 2017 | 15          | [ 11 ]      |
| 2018 | 15          | [ 12 ]      |
| 2019 | 15          | [ 13 ]      |
| 2020 | 15          | [ 14 ]      |
| 2021 | 14          | [ 15 ]      |

| Рік  | Чисельність | Чисельність |
| ---- | ----------- | ----------- |
| 2021 | 16          | [ 16 ]      |
| 2022 | 16          | [ 17 ]      |
| 2023 | 16          | [ 18 ]      |
| 2024 | 15          | [ 19 ]      |
| 2025 | 16          | [ 3 ]       |

До Другої світової війни чисельність населення села залишалася стабільною, далі почала знижуватися.
За переписом 2011 року в селі проживало 17 осіб (з них 12 чехів та 4 не вказали національність), з них 9 чоловіків та 8 жінок (середній вік — 60,2 роки), усі старше 14 років. З них 6 мали базову (у тому числі незакінчену) освіту, 10 – середню, включаючи учнів (з них 5 – з атестатом зрілості ) та 1 – вищу (магістр).
З 17 осіб 10 були економічно активні (у тому числі 3 пенсіонери, що працюють), 7 — неактивні (усі — непрацюючі пенсіонери). З 10 працюючих 3 працювали у сільському господарстві, 1 — у торгівлі та авторемонті, 1 — у транспортній та складській галузі, 1 — у фінансовій та страховій сфері, 2 — на держслужбі, 1 — у охороні здоров'я.

## Галерея

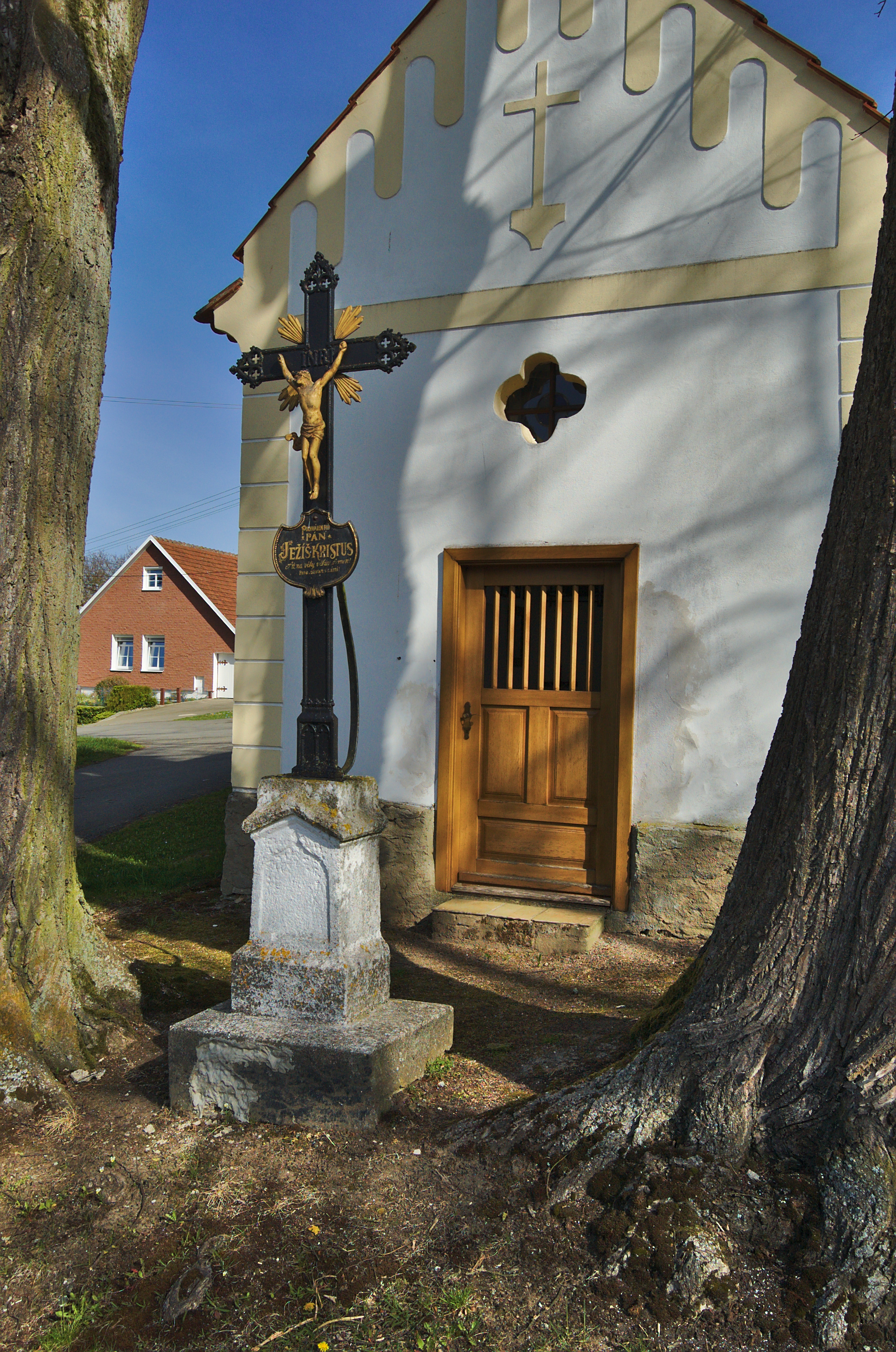
Розп'яття перед каплицею
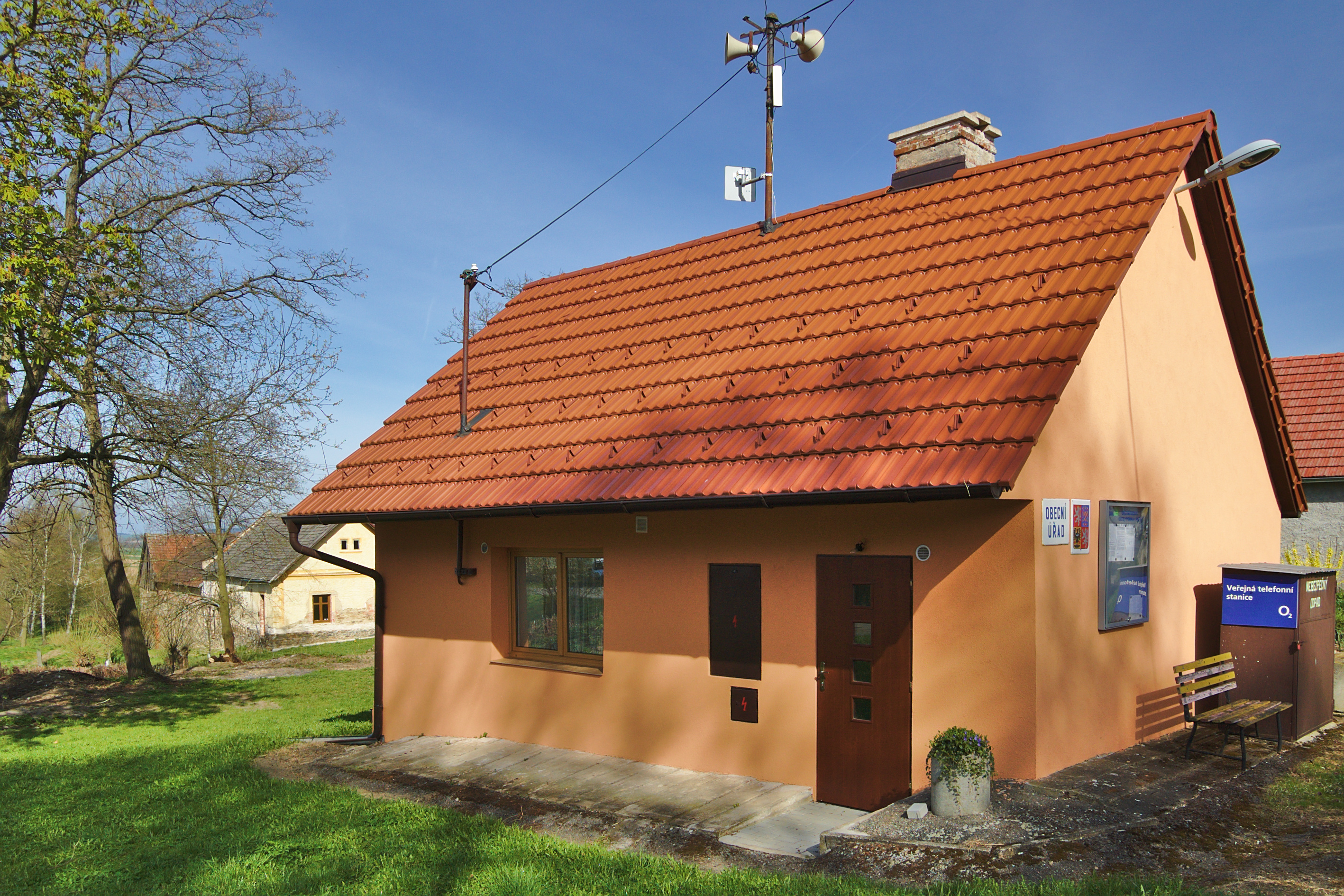
Будівля муніципалітету